# أوزفالدو برانداو
أوزفالدو برانداو (بالبرتغالية: Osvaldo Brandão‏) هو مدرب كرة قدم ولاعب كرة قدم برازيلي، ولد في 18 سبتمبر 1916 في تاكارا في البرازيل، وتوفي في 29 أغسطس 1989 في ساو باولو في البرازيل. لعب مع نادي إنترناسيونال ونادي بالميراس.